# Página de índice
La página de índice es cuando un cliente de HTTP (generalmente un navegador web) consulta una dirección URL que apunta a una estructura de directorios en lugar de una página web dentro del directorio, el servidor web por lo general devolverá una página general, la cual a menudo es referenciada como la página principal o "índice" (index en inglés).
Index.html es el nombre de archivo tradicional que se utiliza para está página, pero los más modernos servidores HTTP ofrecen una lista configurable de nombres de archivos que el servidor puede utilizar como "index". Algunos ejemplos pueden ser index.php, index.shtml, default.asp. 
Si el servidor es incapaz de encontrar un archivo con alguno de los nombres que figuran en su configuración, puede devolver un error (generalmente el Error 404 "no encontrado") o genera su propia página index con un listado de los archivos existentes en el directorio. Generalmente esta opción también es configurable.
En teoría, para que los vínculos relativos funcionen correctamente, la dirección URL que apunta a un directorio debe terminar con una barra inclinada (/, forward slash en inglés). De lo contrario la mayoría de servidores web enviará una redirección HTTP para añadir la barra.
Por ejemplo, hablando estrictamente, https://web.archive.org/web/20170702023803/http://www.ejemplo.com no es una dirección URL válida y la mayoría de los navegadores y servidores redireccionarán a https://web.archive.org/web/20170702023803/http://www.ejemplo.com/ donde la página "index" del directorio será visualizado.
- Datos: Q6093658